# 休倫 (密蘇里州)
休倫（英語：Huron）是位於美國密蘇里州波爾克縣的非建制地區。

## 歷史
休倫的郵局於1897年設立，其後於1918年停運。

## 地理
休倫所處的海拔為高於海平面346米（即1135英呎），而該地所採用的時區為UTC-6，即北美中部時區（CST）。同時該地設有夏令時間，為UTC-6調快一小時，即UTC-5（CDT）。